# Stefan Petrić
Stefan Petrić (serbisch-kyrillisch Стефан Петрић; * 14. Januar 2001 in Porto, Portugal) ist ein serbischer Handballspieler.

## Karriere

### Verein
Der 1,97 m große linke Rückraumspieler spielte in Serbien für den RK Partizan Belgrad, mit dem er international am EHF European Cup teilnahm. Seit 2023 läuft er für den nordmazedonischen Erstligisten RK Vardar Skopje auf.

### Nationalmannschaft
Bei den Mittelmeerspielen 2022 gewann er mit der serbischen A-Nationalmannschaft die Bronzemedaille. Bisher bestritt er sechs Länderspiele, in denen er fünf Tore erzielte.

## Privates
Sein Vater Vladimir gewann mit der Männer-Handballnationalmannschaft der Bundesrepublik Jugoslawien die Bronzemedaille bei der Weltmeisterschaft 1999. Er spielt unter anderem in Portugal für den FC Porto und in Mazedonien für RK Vardar Skopje.